# Phymopedina
Phymopedina is een geslacht van uitgestorven zee-egels uit de familie Pedinidae.

## Soorten
- Phymopedina marchamensis (Wright, 1855) † Oxfordien, Engeland.
- Phymopedina bouchardi (Wright, 1858) † Portlandien, Frankrijk.
- Phymopedina legayi (Rigaux, 1885) † Bathonien, Frankrijk.
- Phymopedina morrisi (Wright, 1858) † Kimmeridgien, Engeland